# 4-Brompyridin
4-Brompyridin ist eine organische Verbindung, die zu den Heterocyclen (genauer: Heteroaromaten) zählt. Sie besteht aus einem Pyridinring, der in 4-Position mit Brom substituiert ist. Die Verbindung ist isomer zu 2-Brompyridin und 3-Brompyridin.

## Darstellung
4-Brompyridin kann in sehr guter Ausbeute durch Diazotierung von 4-Aminopyridin und anschließender Substitution mit Brom und Bromwasserstoffsäure erhalten werden.

## Verwendung
2,4′-Bipyridin kann durch eine Negishi-Kupplung aus 2-Brompyridin und 4-Brompyridin hergestellt werden. Hierzu wird 2-Brompyridin zunächst mit n-Butyllithium lithiiert und unter Zugabe von Zinkchlorid zum Zinkorganyl transmetalliert. Als Katalysator zur Kupplung dient ein Palladiumkomplex mit Triphenylphosphanliganden.